# Кавказский округ путей сообщения

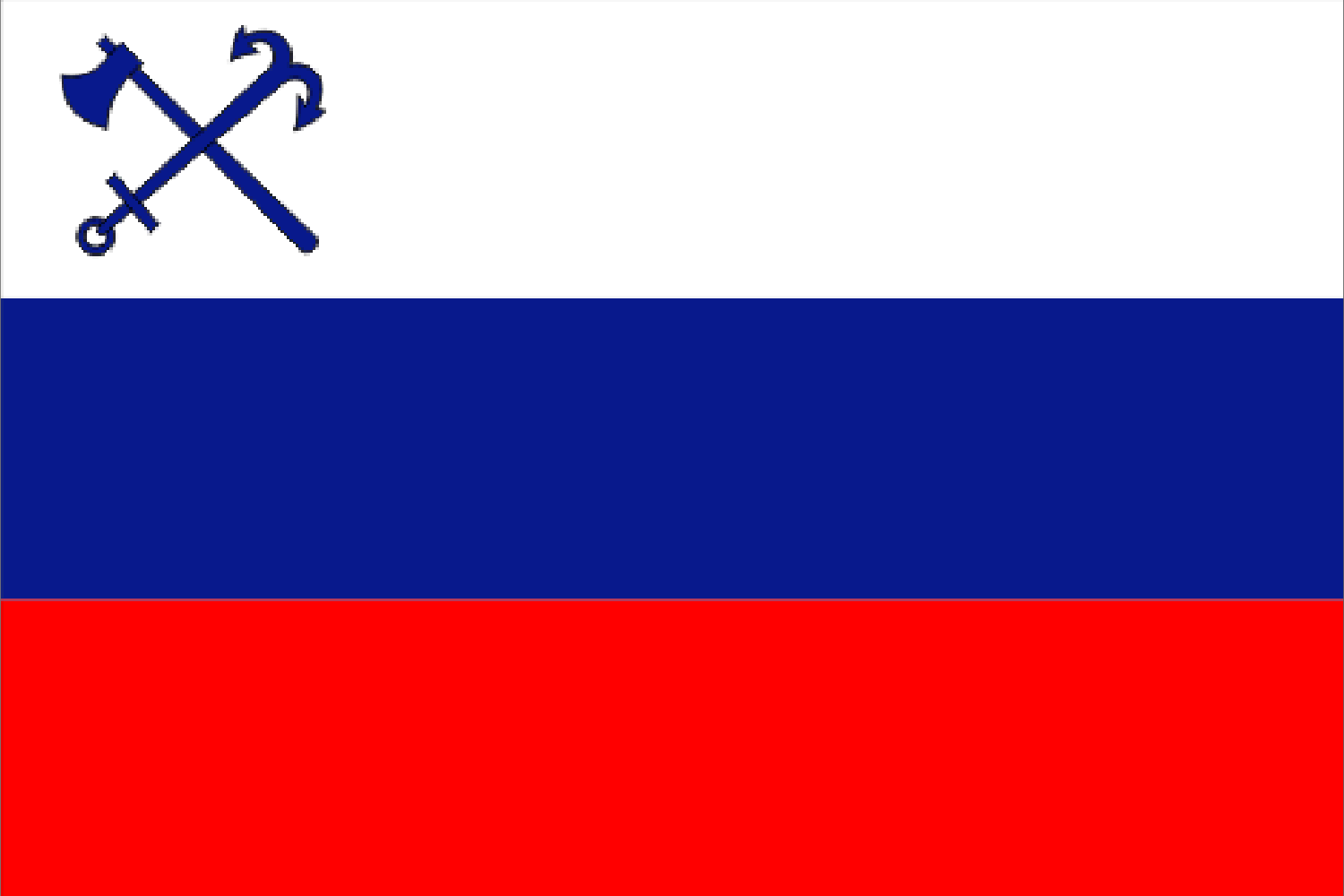
Флаг МПС Российской империи с 1870 г.

Кавказский округ путей сообщения — орган управления водными путями и шоссейными дорогами в Кавказском крае Российской империи в составе Управления (в 1870—1899 гг. — Департамента) водяных и шоссейных сообщений Министерства путей сообщения. Правление Округом находилось в Тифлисе.

## Пути Кавказского округа

#### Дороги. Шоссе
- Военно-Грузинская дорога
- Военно-Осетинская дорога
- Военно-Сухумская дорога

## Деление Округа. Должности

#### Отделения
- Батумское
- Дагестанское, г. Темир-Хан-Шура.
- Карсское
- Терское
- Тифлисское
- Черноморское
- Эриванское
- Механическая лаборатория

#### Личный состав Округа
- Начальник Округа